# The Return (libro)
The Return es una memoria de Hisham Matar publicada por primera vez en junio de 2016. Las memorias se centran en el regreso de Matar a su Libia natal en 2012 para buscar la verdad detrás de la desaparición en 1990 de su padre, un destacado disidente político del régimen de Gadafi. Ganó el Premio Pulitzer 2017 de Biografía o Autobiografía, el Premio inaugural del Libro PEN/Jean Stein 2017 y el Premio Folio 2017, convirtiéndose en el primer libro de no ficción en hacerlo.

## Sinopsis
En 1990, el padre de Hisham Matar, un destacado crítico de la dictadura de Muammar Gaddafi, fue secuestrado por agentes de Gaddafi y encarcelado en Libia. Matar nunca vio a su padre después de eso. Las memorias siguen el regreso de Matar a Libia en 2012, luego de la muerte de Gadafi, para averiguar qué le sucedió a su padre.

## Recepción

### Respuesta crítica
The Return fue aclamado por la crítica. Fue nombrado como uno de los 10 mejores libros de 2016 por los editores de The New York Times Book Review y The Washington Post. Escribiendo para The Guardian, los escritores Julian Barnes, Alan Hollinghurst, Blake Morrison, Rupert Thomson, Lucy Hughes-Hallett y Chimamanda Ngozi Adichie lo nombraron como uno de sus libros favoritos de 2016, y Adichie señaló que "la conmovió". y le enseñó [a ella] sobre el amor y el hogar". Escribiendo para The New York Times, la crítica ganadora del Premio Pulitzer Michiko Kakutani seleccionó el libro como uno de sus 10 libros principales de 2016, describiéndolo como parte "historia de detectives", parte "historia del exilio" y parte "historia de lo que sucedió en Libia y el Medio Oriente".

### Premios
The Return ganó el Premio Pulitzer 2017Biografía o Autobiografía y el Premio Folio 2017, convirtiéndose en el primer libro de no ficción en hacerlo. También ganó el Premio inaugural del libro PEN / Jean Stein 2017 y el Premio a la mejor biografía de Slightly Foxed 2016. Las memorias fueron finalistas para el Premio Baillie Gifford 2016, Premio Costa Biografía 2016, Premio Nacional del Círculo de Críticos del Libro 2017 y Premio del Libro Los Angeles Times 2017.